# Curva dual

Ejemplo de curvas duales entre sí (consúltese a continuación propiedades)

En geometría proyectiva, una curva dual de una curva plana C dada es una segunda curva en del plano proyectivo dual  conjunto de líneas tangentes a C. Existe una aplicación entre una curva y su dual, haciendo corresponder cada punto al punto dual a su línea tangente. Si C es una curva algebraica, entonces también lo es su dual y el grado de la curva dual se conoce como la clase de la curva original. La ecuación de la curva dual de C, dada en coordenadas lineales, se conoce como la ecuación tangencial de C.
La construcción de la curva dual es la base geométrica de la transformada de Legendre en el contexto de la mecánica hamiltoniana.

## Ecuaciones
Sea f(x, y, z) = 0 la ecuación de una curva en coordenadas homogéneas, y sea Xx + Yy + Zz = 0 la ecuación de una recta, con (X, Y, Z) siendo las coordenadas de la recta. La condición de que la línea sea tangente a la curva se puede expresar en la forma F(X, Y, Z) = 0, que es la ecuación tangencial de la curva.
Sea (p, q, r) el punto de la curva, entonces la ecuación de la tangente en este punto viene dada por
{\displaystyle x{\frac {\partial f}{\partial x}}(p,q,r)+y{\frac {\partial f}{\partial y}}(p,q,r)+z{\frac {\partial f}{\partial z}}(p,q,r)=0.}
Entonces Xx + Yy + Zz = 0 es una tangente a la curva si
{\displaystyle {\begin{aligned}X&=\lambda {\frac {\partial f}{\partial x}}(p,q,r),\\Y&=\lambda {\frac {\partial f}{\partial y}}(p,q,r),\\Z&=\lambda {\frac {\partial f}{\partial z}}(p,q,r).\end{aligned}}}
Al eliminar p, q, r y λ de estas ecuaciones, junto con Xp + Yq + Zr = 0, se obtiene la ecuación en X, Y y Z de la curva dual.
Por ejemplo, sea C la cónica ax2 + by2 + cz2 = 0. Entonces, la curva dual se determina eliminando p, q, r y λ de las ecuaciones
{\displaystyle {\begin{aligned}X&=2\lambda ap,\\Y&=2\lambda bq,\\Z&=2\lambda cr,\end{aligned}}\qquad Xp+Yq+Zr=0.}
Las primeras tres ecuaciones se resuelven fácilmente para p, q, r, y la sustitución en la última ecuación produce
{\displaystyle {\frac {X^{2}}{2\lambda a}}+{\frac {Y^{2}}{2\lambda b}}+{\frac {Z^{2}}{2\lambda c}}=0.}
Despejando 2λ de los denominadores, la ecuación de la curva dual es
{\displaystyle {\frac {X^{2}}{a}}+{\frac {Y^{2}}{b}}+{\frac {Z^{2}}{c}}=0.}
Para una curva definida paramétricamente, su curva dual está definida por las siguientes ecuaciones paramétricas:
{\displaystyle {\begin{aligned}X&={\frac {y'}{yx'-xy'}}\\Y&={\frac {x'}{xy'-yx'}}\end{aligned}}}
El dual de un punto de inflexión dará una cúspide y dos puntos que comparten la misma línea tangente darán un punto de auto-intersección en el dual.

## Grado
Si X es una curva algebraica plana, entonces el grado de su dual es el número de puntos de intersección con una línea recta en el plano dual. Dado que una línea en el plano dual corresponde a un punto en el plano, el grado del dual es el número de tangentes al X que se pueden trazar a través de un punto dado. Los puntos donde estas tangentes tocan la curva son los puntos de intersección entre la curva y la curva polar con respecto al punto dado. Si el grado de la curva es d, entonces el grado de la polar es d − 1 y, por lo tanto, el número de tangentes que se pueden trazar a través del punto dado es como máximo d(d − 1).
El dual de una línea recta (una curva de grado 1) es una excepción a esta regla y se considera un punto en el espacio dual (es decir, la línea original). Se considera que el dual de un solo punto es la colección de líneas rectas a través del punto; esto forma una línea en el espacio dual que corresponde al punto original.
Si X es suave, es decir, no posee puntos singulares, entonces el dual de X tiene el grado máximo d(d − 1). Si X es una cónica, esto implica que su dual también es una cónica. Esto también se puede ver geométricamente: la aplicación entre una cónica y su dual es una relación uno-a-uno (ya que ninguna línea recta es tangente a dos puntos de una cónica, ya que eso requeriría una curva de grado 4), y la línea tangente varía suavemente (ya que la curva es convexa, por lo que la pendiente de la línea tangente cambia monótonamente: las cúspides en el dual requieren un punto de inflexión en la curva original, lo que requiere un grado 3).
Para curvas con puntos singulares, estos puntos también estarán en la intersección de la curva y su polar y esto reduce el número de posibles líneas rectas tangentes. El grado del dual dado en términos del valor de d y del número y tipos de puntos singulares de X es una de las fórmulas de Plücker.

## Polar recíproca

Construcción de la curva dual (o polar) de la parábola Γ_{0} (es una elipse que pasa por el origen); la tangente en M_{0} tiene por polo el punto M, punto de contacto con la elipse de la recta polar de M_{0}

La curva dual puede visualizarse como un lugar geométrico en el plano en forma de polar recíproca, que se define con referencia a una cónica fija Q como el lugar geométrico de los polos de las líneas tangentes de la curva C. La cónica Q casi siempre se toma como una circunferencia y en este caso la recíproca polar es la inversa de la podaria de C.
Construcción
Sea P un plano proyectivo, C una sección cónica (no degenerada) de este plano y A un punto de P. Se llama polar de A respecto a C a la línea recta que une los puntos de contacto de las tangentes a esta cónica pasando por A. Para los cálculos y las construcciones que siguen, se considera el caso en el que P es el plano euclidiano real {\displaystyle R^{2}} extendido por la línea del infinito, y se elige como cónica la circunferencia unitaria {\displaystyle x^{2}+y^{2}=1}, de centro O y radio 1. En este caso, la polar de A es la línea recta D ortogonal a OA y que pasa por el inverso de A, representado por el punto B de la línea media OA tal que OA×OB=1. A la inversa, se dice que la línea recta D tiene el punto A como polo respecto a la circunferencia. Finalmente, se amplía esta construcción tomando como polar de O la línea del infinito, y para el polo de una línea recta que pasa por O el punto en el infinito de la dirección ortogonal a esta línea.
Entonces, se puede definir muy simplemente la curva dual de cualquier curva regular: es la unión de los polos de las tangentes a la curva o, lo que es equivalente, la envolvente de las polares de los puntos de la curva. Siendo la inversión una transformación involutiva, se comprueba fácilmente que el dual de la curva dual no es otra que la curva inicial, de ahí el nombre de "transformación por polares recíprocas" que se le da a esta transformación.
En coordenadas cartesianas, el punto (a, b) tiene como polar la línea recta de ecuación aX+bY=1, y la línea de ecuación aX+bY+c=0 tiene por polo el punto (-a/c, -b/c).

## Propiedades de la curva dual
Las propiedades de la curva original corresponden a propiedades duales en la curva dual. En la imagen de la derecha, la curva roja tiene tres singularidades: un nodo en el centro y dos cúspides en la parte inferior derecha e inferior izquierda. La curva negra no tiene singularidades, pero tiene cuatro puntos particulares: los dos puntos superiores tienen la misma línea tangente (una línea horizontal), mientras que hay dos puntos de inflexión en la curva superior. Los dos puntos superiores corresponden al nodo (punto doble), ya que ambos tienen la misma línea tangente, por lo tanto, se asignan al mismo punto en la curva dual, mientras que los puntos de inflexión corresponden a las cúspides, que corresponden primero a las líneas tangentes. yendo en una dirección, luego en la otra (pendiente creciente, luego decreciente).
Por el contrario, en una curva suave y convexa, el ángulo de la línea tangente cambia monótonamente y la curva dual resultante también es suave y convexa.
Además, ambas curvas tienen una simetría de reflexión, que corresponde al hecho de que las simetrías de un espacio proyectivo corresponden a simetrías del espacio dual, y que la dualidad de curvas conserva esta propiedad, por lo que las curvas duales poseen el mismo grupo de simetría. En este caso, ambas simetrías toman la forma de un reflejo especular de izquierda a derecha. En este caso, se trata de una disposición arbitraria para identificar el espacio y el espacio dual; en general, son simetrías de espacios diferentes.

## Generalizaciones

### Dimensiones superiores
De manera similar, al generalizar a dimensiones superiores, dada una hipersuperficie, el espacio tangente en cada punto produce una familia de hiperplanos y, por lo tanto, define una hipersuperficie dual en el espacio dual. Para cualquier subvariedad cerrada X en un espacio proyectivo, el conjunto de todos los hiperplanos tangentes a algún punto de X es una subvariedad cerrada del dual del espacio proyectivo, llamado variedad dual de X.
Ejemplos
- Si X es una hipersuperficie definida por un polinomio homogéneo F(x0, ..., xn), entonces la variedad dual de X es la imagen de X según el gradiente

{\displaystyle x=(x_{0},\ldots ,x_{n})\mapsto \left({\frac {\partial F}{\partial x_{0}}}(x),\ldots ,{\frac {\partial F}{\partial x_{n}}}(x)\right)}
que se genera en el espacio proyectivo dual.
- La variedad dual de un punto (a0: ..., an) es el hiperplano

{\displaystyle a_{0}x_{0}+\ldots +a_{n}x_{n}=0.}

### Polígono dual
La construcción de la curva dual funciona incluso si la curva es poligonal (o está definida a intervalos, pero la correspondencia resultante está degenerada (si hay componentes lineales) o mal definida (si hay puntos singulares).
En el caso de un polígono, todos los puntos en cada borde comparten la misma línea tangente y, por lo tanto, se asignan al mismo vértice del dual, mientras que la línea tangente de un vértice está mal definida y se puede interpretar como todas las líneas que pasan a través de él con un ángulo comprendido entre las dos aristas que comparten el vértice. Esto concuerda tanto con la dualidad proyectiva (las líneas rectas se asignan a los puntos y los puntos a las líneas rectas) como con el límite de las curvas suaves sin componente lineal: cuando una curva se aplana hacia un borde, sus líneas tangentes se asignan a puntos cada vez más cercanos; a medida que una curva se agudiza hasta convertirse en un vértice, sus líneas tangentes se separan más.